# ویله (بیونیج)
ویله، روستایی است از توابع بخش مرکزی شهرستان دالاهو استان کرمانشاه ایران.

## جمعیت
این روستا در دهستان بیونیج قرار داشته و بر اساس سرشماری سال ۱۳۸۵ جمعیت آن (۵۰خانوار) ۲۶۰نفر بوده‌است.

## منبع
1. ↑  درگاه ملی آمار